# Zona Asturoccidental-Leonesa

Ubicación de la Zona Asturoccidental-Leonesa en el contexto geológico de la península ibérica.

La Zona Asturoccidental-Leonesa es una de las unidades geológicas en las que se subdivide el Macizo Ibérico. Se extiende en una franja curvada, de cerca de 100 km de anchura, que sigue el Arco Ibero-Armoricano. Sus límites, salvo al suroeste, son netos: al este por el Cabalgamiento de La Espina, al oeste por la falla de Vivero, al norte se pierde en el mar Cantábrico y al sur bajo los sedimentos de la cuenca cenozoica del Duero. Se ha identificado también esta zona en los núcleos aflorantes del basamento de la sierra de la Demanda y la cordillera Ibérica.

## Estratigrafía
Esta zona se distingue por un gran espesor de sedimentos cámbricos y ordovícicos (más de 11 000 metros) y por su naturaleza principalmente siliciclástica (pizarras y areniscas con algunos niveles volcánicos y vulcanoclásticos y de calizas) y más homogénea que los de la Zona Cantábrica. Están representados materiales desde el Cámbrico hasta principios del Devónico, producidos en un ambiente marino somero de margen pasivo, en régimen extensional, algo más profundo hacia el oeste. Basándose en las diferencias estratigráficas se han definido dos dominios para esta zona: el Dominio del Navia y Alto Sil y el Dominio del Manto de Mondoñedo.

## Geología estructural
Estructuralmente se caracteriza por pliegues vergentes al este, más tumbados y apretados hacia el oeste, cortados por cabalgamientos vergentes en el mismo sentido y un posterior plegamiento con ejes verticales. Las rocas presentan una fuerte deformación y foliación tectónica visible en casi toda la unidad.

## Metamorfismo y magmatismo
Presenta metamorfismo bajo a medio, más intenso hacia el oeste, hacia las zonas internas del orógeno.
En la zona hay diversos plutones graníticos emplazados en diversas fases de la Orogenia varisca y a diferentes profundidades corticales, casi todos restringidos a dos zonas de la parte occidental, los domos de Lugo y Boal-Los Ancares. Los más tardíos son bastante superficiales, presentan una sección de circular a elíptica y se han relacionado con fallas extensionales.